# 马拉苏埃拉
马拉苏埃拉，是西班牙卡斯蒂利亚-莱昂塞戈维亚省的一个市镇。 总面积15平方公里，总人口77人（2001年），人口密度5人/平方公里。